# Golden (Illinois)
Golden es una villa ubicada en el condado de Adams en el estado estadounidense de Illinois. En el Censo de 2010 tenía una población de 644 habitantes y una densidad poblacional de 396,57 personas por km².

## Geografía
Golden se encuentra ubicada en las coordenadas 40°6′37″N 91°1′9″O / 40.11028, -91.01917. Según la Oficina del Censo de los Estados Unidos, Golden tiene una superficie total de 1.62 km², de la cual 1.62 km² corresponden a tierra firme y (0%) 0 km² es agua.

## Demografía
Según el censo de 2010, había 644 personas residiendo en Golden. La densidad de población era de 396,57 hab./km². De los 644 habitantes, Golden estaba compuesto por el 97.36% blancos, el 0.31% eran afroamericanos, el 0.47% eran amerindios, el 0.16% eran asiáticos, el 0% eran isleños del Pacífico, el 0% eran de otras razas y el 1.71% pertenecían a dos o más razas. Del total de la población el 0.62% eran hispanos o latinos de cualquier raza.